# Alan Macfarlane
Alan Donald James Macfarlane (Xilongue, 20 de dezembro de 1941) é um antropólogo e historiador britânico nascido na Índia, professor emérito do King's College (Cambridge).
Macfarlane estudou história em Oxford, e seus estudos históricos e antropológicos são principalmente sobre a Inglaterra do século XVII.

## Principais trabalhos
Além das obras escritas, Macfarlane realizou um filme sobre seu retorno ao Nepal, intitulado "Return to the Gurungs", além de outras produções em vídeo; os principais livros do autor são:
- Witchcraft in Tudor and Stuart England, 1970;
- The Family life of Ralph Josselin, 1970;
- Resources and Population, 1976; (ed.)
- I he Diary of Ralph Josselin, 1976;
- Reconstructing Historical Communities, 1977;
- Origins of English Individualism, 1978;
- The Justice and the Mare's Ale, 1981;
- A Guide to English Historical Records, 1983;
- Marriage and Love in England, 1986;
- The Culture of Capitalism, 1987.